# Diplazium angustipinna
Diplazium angustipinna är en majbräkenväxtart som först beskrevs av och senare fick sitt nu gällande namn av Richard Eric Holttum.
Diplazium angustipinna ingår i släktet Diplazium och familjen Athyriaceae. Inga underarter finns listade i Catalogue of Life.